# Флемингсберг (Кентаки)
Флемингсберг (енгл. Flemingsburg) град је у америчкој савезној држави Кентаки.

## Демографија
По попису из 2010. године број становника је 2.658, што је 352 (-11,7%) становника мање него 2000. године.
| Група             | 2000.         | 2010.         |
| Белци             | 2.775 (92,2%) | 2.424 (91,2%) |
| Афроамериканци    | 152 (5,0%)    | 136 (5,1%)    |
| Азијати           | 12 (0,4%)     | 1 (0,0%)      |
| Хиспаноамериканци | 31 (1,0%)     | 55 (2,1%)     |
| Укупно            | 3.010         | 2.658         |